# 岡崎市立奥殿小学校
岡崎市立奥殿小学校（おかざきしりつ おくとのしょうがっこう）は、愛知県岡崎市の公立小学校。

## 概要
岡崎市奥殿町に位置する小学校。
細川小学校とともに、岡崎市立新香山中学校の学区を構成する。
| 調査日       | 児童数 | 通常学級 | 特別支援学級 |
| ------------ | ------ | -------- | ------------ |
| 2013年4月8日 | 194人  | 7        | 1            |
| 2019年5月1日 | 110人  | 6        | 2            |
| 2020年5月1日 | 98人   | 6        | 2            |
| 2021年5月1日 | 93人   | 6        | 2            |

## 学区
| 町名 | 進学先       |
| --- | ------------ |
| 奥殿町、渡通津町、日影町、川向町、宮石町、桑原町（字緑陽台・字大沢のうち通称奥山田・19番地8〜19番地10・20番地1・20番地99〜20番地101・20番地108・20番地109・41番地1・41番地4を除く。) | 新香山中学校 |

特例として、豊田市桂野町の児童を受け入れている。

## 沿革
- 1872年（明治5年） - 旧藩菩提寺の林宮寺を旧大庄屋の加藤善八郎が私財を投じて購入し、学校とした。
- 1873年（明治6年） - 香山学校と改称。
- 1880年（明治13年） - 奥殿小学校と改称[7]。
- 1887年（明治20年） - 尋常小学校奥殿校と改称。
- 不詳 - 奥殿尋常小学校と改称。
- 1901年（明治34年） - 現在地へ移転。
- 1902年（明治35年） - 奥殿尋常高等小学校と改称。
- 1947年（昭和22年） - 学校教育法が施行され、岩津町立奥殿小学校と改称。
- 1955年（昭和30年） - 2月1日、額田郡岩津町が岡崎市に編入されたことにより、岡崎市立奥殿小学校と改称。

## 交通アクセス
名鉄本線東岡崎駅から名鉄バス奥殿陣屋行に乗り、終点下車徒歩10分

## 著名な出身者
- 深津尚子（卓球選手、世界卓球選手権シングルス優勝者）
- 中根鎭夫（岡崎市長）